# گرومباخ
گرومباخ (به آلمانی: Grömbach) یک شهر در آلمان است که در فرویدنشتادت واقع شده‌است. گرومباخ ۶۸۱ نفر جمعیت دارد.